# Goat (película de 2026)
Goat (conocida como Goat: La cabra que cambió el juego en Hispanoamérica) es una próxima película animada de comedia deportiva estadounidense producida por Columbia Pictures y Sony Pictures Animation en asociación con Unanimous Media y Modern Magic, y distribuida por Sony Pictures Releasing. Está dirigida por Tyree Dillihay (en su debut como director de largometrajes), codirigida por Adam Rosette y escrita por Aaron Buchsbaum y Teddy Riley.
La cinta cuenta la historia de Will Harris, una cabra deportista que sueña con ser jugador de rugiball profesional. A pesar de ser de baja estatura, demostrará que puede ser un jugador prometedor dentro de un mundo muy grande.
Sony anunció Goat en mayo de 2024, con Dillihay y Rosette como director y codirector, respectivamente, y Stephen Curry y Erick Peyton, de Unanimous Media, produciendo junto a Michelle Raimo Kouyate y Adam Rosenberg y Rodney Rothman, de Modern Magic.
Goat está previsto que se estrene en Estados Unidos y Reino Unido el 13 de febrero de 2026 por Sony Pictures Releasing.

## Reparto
- Caleb McLaughlin como Will Harris, la goat
- Gabrielle Union como Jett Fillmore

## Producción
En mayo de 2024, se anunció que Sony Pictures Animation desarrollaría una película deportiva animada titulada Goat, con Tyree Dillihay dirigiendo y Adam Rosette codirigiendo, mientras que Stephen Curry y Erick Peyton producirían bajo su compañía Unanimous Media junto a Michelle Raimo Kouyate y Adam Rosenberg y Rodney Rothman de Modern Magic.  Rick Mischel y Fonda Snyder también actúan como productores ejecutivos, con David Schulenburg como coproductor. 

## Estreno

### Teatral
Goat tiene previsto su estreno en Estados Unidos y Reino Unido el 13 de febrero de 2026, coincidiendo con el Juego de las Estrellas de la NBA, que tendrá lugar en Los Ángeles ese fin de semana.

### Medios domésticos
En abril de 2021, Sony firmó acuerdos con Netflix y Disney por los derechos de su programación cinematográfica de 2022 a 2026, tras su estreno en cines y medios domésticos. Netflix firmó los derechos exclusivos de transmisión de "ventana de pago 1", que suelen ser de 18 meses e incluían Goat y otras futuras películas de Sony Pictures Animation; este acuerdo se basó en un acuerdo de producción existente que Netflix había firmado con Sony Pictures Animation en 2014. Disney firmó los derechos de "ventana de pago 2" para las películas, que se emitirían en Disney+ y Hulu, así como en las cadenas de televisión lineal de Disney.